# Düsseldorfer Turn- und Sportverein Fortuna 1895 1998-1999
Questa voce raccoglie le informazioni riguardanti il Düsseldorfer Turn- und Sportverein Fortuna 1895 nelle competizioni ufficiali della stagione 1998-1999.

## Stagione
Nella stagione 1998-1999 il Fortuna Dusseldorf, allenato da Klaus Allofs e Peter Neururer, concluse il campionato di 2. Bundesliga al 18º posto e fu retrocesso in Regionalliga. In Coppa di Germania il Fortuna Dusseldorf fu eliminato agli ottavi di finale dal Werder Brema.

## Rosa
| N. |                     | Ruolo | Calciatore          |
| -- | ------------------- | ----- | ------------------- |
| 1  | Germania (bandiera) | P     | Frank Kirn          |
| 1  | Germania (bandiera) | P     | Thorsten Walther    |
| 2  | Germania (bandiera) | D     | Marc Beckers        |
| 3  | Polonia (bandiera)  | D     | Paweł Bocian        |
| 4  | Germania (bandiera) | D     | Kristian Zedi       |
| 5  | Germania (bandiera) | D     | Jörg Bach           |
| 6  | Ghana (bandiera)    | D     | Daniel Addo         |
| 7  | Albania (bandiera)  | C     | Edvin Murati        |
| 8  | Germania (bandiera) | C     | Lars Unger          |
| 9  | Germania (bandiera) | D     | Christian Beeck     |
| 10 | Russia (bandiera)   | C     | Igor' Dobrovol'skij |
| 11 | Polonia (bandiera)  | A     | Marek Leśniak       |
| 12 | Germania (bandiera) | C     | Arnold Dybek        |
| 16 | Germania (bandiera) | C     | Thorsten Nehrbauer  |

| N. |                      | Ruolo | Calciatore     |
| -- | -------------------- | ----- | -------------- |
| 17 | Albania (bandiera)   | A     | Igli Tare      |
| 18 | Germania (bandiera)  | C     | Guido Jörres   |
| 19 | Germania (bandiera)  | D     | Mathias Jack   |
| 20 | Cile (bandiera)      | A     | Nelson Pizarro |
| 22 | Australia (bandiera) | P     | Frank Juric    |
| 25 | Germania (bandiera)  | D     | Stephan Heller |
| 26 | Danimarca (bandiera) | C     | René Tengstedt |
| 28 | Germania (bandiera)  | C     | Daniel Cartus  |
| 28 | Slovenia (bandiera)  | C     | Rudi Istenič   |
| 30 | Germania (bandiera)  | P     | Sven Neuhaus   |
| 32 | Germania (bandiera)  | D     | Rudolf Zedi    |
|    | Romania (bandiera)   | C     | Ionel Pirvu    |
|    | Camerun (bandiera)   | C     | Francis Yonga  |
|    | Nigeria (bandiera)   | A     | Ganiyu Shittu  |

## Organigramma societario
Area tecnica
- Allenatore: Peter Neururer
- Allenatore in seconda:
- Preparatore dei portieri:
- Preparatori atletici:

## Calciomercato

### Sessione estiva
| Acquisti | Acquisti           | Acquisti            | Acquisti |
| R.       | Nome               | da                  | Modalità |
| -------- | ------------------ | ------------------- | -------- |
| D        | Daniel Addo        | Bayer Leverkusen    |          |
| C        | Arnold Dybek       | Schalke 04          |          |
| C        | Edvin Murati       | Paris Saint-Germain |          |
| C        | Thorsten Nehrbauer | Bayer Leverkusen    |          |

| Cessioni | Cessioni           | Cessioni             | Cessioni |
| R.       | Nome               | a                    | Modalità |
| -------- | ------------------ | -------------------- | -------- |
| C        | Robert Niestroj    | Wolverhampton        |          |
| D        | Adiele Echendu     | Borussia Neunkirchen |          |
| C        | Thorsten Judt      | RW Oberhausen        |          |
| C        | Gleb Panferov      | FK Mosca             |          |
| C        | Mike Rietpietsch   | Friburgo             |          |
| P        | Christian Rothkopf | Remscheid            |          |
| A        | Stefan Trienekens  | Wegberg-Beeck        |          |

### Sessione invernale
| Acquisti | Acquisti    | Acquisti  | Acquisti |
| R.       | Nome        | da        | Modalità |
| -------- | ----------- | --------- | -------- |
| C        | Ionel Pirvu | Wuppertal |          |

| Cessioni | Cessioni | Cessioni | Cessioni |
| R.       | Nome     | a        | Modalità |
| -------- | -------- | -------- | -------- |

## Risultati

### 2. Bundesliga

#### Girone di andata
| Arbitro: | Berg |

|                                  |           |             |
| Dragóner 25’ Kirovski 30’ (rig.) | Marcatori | 52’ Leśniak |

| Arbitro: | Sippel |

|                         |           |               |
| Tare 5’ Leśniak 7’, 68’ | Marcatori | 13’ Weidemann |

| Arbitro: | Kinhöfer |

|                       |           |                        |
| Niestroj 12’ Tare 76’ | Marcatori | 28’ Spizak 33’ Šmejkal |

| Arbitro: | Hauer |

|            |           |  |
| Sailer 73’ | Marcatori |  |

| Arbitro: | Wezel |

|                     |           |                        |
| Tare 1’, 69’ (rig.) | Marcatori | 53’ Kovacec 87’ Namdar |

| Arbitro: | Weber |

|               |           |  |
| Škarabela 17’ | Marcatori |  |

| Arbitro: | Lange |

|                   |           |             |
| Dobrovol'skij 54’ | Marcatori | 32’ Korobka |

| Arbitro: | Hilmes |

|                                     |           |                 |
| Guié-Mien 24’ Krieg 52’ Schwarz 61’ | Marcatori | 25’ (rig.) Tare |

| Arbitro: | Hufgard |

|                    |           |                     |
| Cartus 9’ Tare 33’ | Marcatori | 49’ Meißner 89’ Boy |

| Arbitro: | Friedrichs |

|               |           |  |
| Gaißmayer 63’ | Marcatori |  |

| Arbitro: | Anklam |

|                 |           |                                 |
| Tare 69’ (rig.) | Marcatori | 9’ Rraklli 13’ Zeiler 70’ Seitz |

| Arbitro: | Schmidt |

|  |           |                     |
|  | Marcatori | 44’ Tare 90’ Cartus |

| Arbitro: | Schößling |

|               |           |                                    |
| Nehrbauer 89’ | Marcatori | 53’ Rösler 58’ Trkulja 86’ Buterin |

| Magonza 13 novembre 1998, ore 19:00 CET 14ª giornata | Magonza | 0 – 0 referto | Fortuna Düsseldorf | Stadion am Bruchweg (5 740 spett.)\| Arbitro: \| Perl \| |
| Arbitro:                                             | Perl    |               |                    |                                                          |

| Arbitro: | Weiner |

|                            |           |                             |
| Dobrovol'skij 50’ Tare 87’ | Marcatori | 18’ Scherz 45’ Stanislawski |

| Arbitro: | Wack |

|  |           |          |
|  | Marcatori | 18’ Tare |

| Arbitro: | Zerr |

|                      |           |                        |
| Addo 23’ Leśniak 52’ | Marcatori | 19’ Pröpper 90’ Toborg |

#### Girone di ritorno
| Arbitro: | Meyer |

|                        |           |                                 |
| Dobrovol'skij 17’, 49’ | Marcatori | 11’ (rig.) Schütterle 64’ Grlić |

| Arbitro: | Hufgard |

|                           |           |                               |
| Elberfeld 57’ Stendel 87’ | Marcatori | 42’ Dobrovol'skij 79’ Istenič |

| Arbitro: | Gagelmann |

|                                                |           |          |
| Šašivarević 5’ de Haar 9’, 40’ Zedi 17’ (aut.) | Marcatori | 34’ Tare |

| Düsseldorf 7 marzo 1999, ore 15:00 CET 21ª giornata | Fortuna Düsseldorf | 0 – 0 referto | Kickers Stoccarda | Rheinstadion (11 000 spett.)\| Arbitro: \| Buchhart \| |
| Arbitro:                                            | Buchhart           |               |                   |                                                        |

| Arbitro: | Schößling |

|              |           |            |
| Lünsmann 25’ | Marcatori | 57’ Cartus |

| Düsseldorf 21 marzo 1999, ore 15:00 CET 23ª giornata | Fortuna Düsseldorf | 0 – 0 referto | Greuther Fürth | Rheinstadion (12 000 spett.)\| Arbitro: \| Schmidt \| |
| Arbitro:                                             | Schmidt            |               |                |                                                       |

| Arbitro: | Ortola-Knopp |

|                           |           |  |
| Feinbier 42’ Simeonov 80’ | Marcatori |  |

| Arbitro: | Weber |

|  |           |             |
|  | Marcatori | 80’ Meißner |

| Arbitro: | Kircher |

|                         |           |  |
| Labbadia 5’ Stratos 34’ | Marcatori |  |

| Arbitro: | Blumenstein |

|                  |           |            |
| Leśniak 36’, 60’ | Marcatori | 76’ Donkov |

| Arbitro: | Kemmling |

|                 |           |  |
| Oberleitner 60’ | Marcatori |  |

| Arbitro: | Kinhöfer |

|          |           |                |
| Addo 85’ | Marcatori | 58’ Kobylański |

| Arbitro: | Wack |

|                                      |           |                                |
| Góra 20’, 61’, 90’ (rig.) Unsöld 84’ | Marcatori | 19’ Katemann 89’ Dobrovol'skij |

| Arbitro: | Friedrichs |

|  |           |                                     |
|  | Marcatori | 5’ Policella 61’ Kramny 64’ Machado |

| Arbitro: | Hufgard |

|                                                          |           |  |
| Hanke 24’ Meggle 31’, 64’ Trulsen 52’ (rig.) Klasnić 56’ | Marcatori |  |

| Arbitro: | Lange |

|  |           |                                           |
|  | Marcatori | 13’ Wawrzyczek 52’ Latoundji 73’ Heidrich |

| Arbitro: | Schößling |

|           |           |                                |
| Weber 85’ | Marcatori | 12’ Beeck 42’ Leśniak 90’ Zedi |

### Coppa di Germania
| Arbitro: | Scheppe |

|                                                       |           |                                              |
| Gottwald 27’ Kersten 72’ Kosztowniak 75’ Schröers 85’ | Marcatori | 8’, 34’, 56’, 76’, 87’ Leśniak 31’, 50’ Tare |

| Arbitro: | Steinborn |

|                      |           |             |
| Pizarro 24’ Tare 81’ | Marcatori | 31’ Ouakili |

| Arbitro: | Sippel |

|                              |           |                               |
| Frings 17’, 66’ Maksimov 50’ | Marcatori | 30’ Dobrovol'skij 86’ Pizarro |

## Statistiche

### Statistiche di squadra
| Competizione      | Punti | In casa | In casa | In casa | In casa | In casa | In casa | In trasferta | In trasferta | In trasferta | In trasferta | In trasferta | In trasferta | Totale | Totale | Totale | Totale | Totale | Totale | DR  |
| Competizione      | Punti | G       | V       | N       | P       | Gf      | Gs      | G            | V            | N            | P            | Gf           | Gs           | G      | V      | N      | P      | Gf     | Gs     | DR  |
| ----------------- | ----- | ------- | ------- | ------- | ------- | ------- | ------- | ------------ | ------------ | ------------ | ------------ | ------------ | ------------ | ------ | ------ | ------ | ------ | ------ | ------ | --- |
| 2. Bundesliga     | 28    | 17      | 2       | 10      | 5       | 21      | 29      | 17           | 3            | 3            | 11           | 14           | 30           | 34     | 5      | 13     | 16     | 35     | 59     | -24 |
| Coppa di Germania | -     | 1       | 1       | 0       | 0       | 2       | 1       | 2            | 1            | 0            | 1            | 9            | 7            | 3      | 2      | 0      | 1      | 11     | 8      | +3  |
| Totale            | 28    | 18      | 3       | 10      | 5       | 23      | 30      | 19           | 4            | 3            | 12           | 23           | 37           | 37     | 7      | 13     | 17     | 46     | 67     | -21 |

### Andamento in campionato
| Giornata  | 1  | 2 | 3 | 4  | 5  | 6  | 7  | 8  | 9  | 10 | 11 | 12 | 13 | 14 | 15 | 16 | 17 | 18 | 19 | 20 | 21 | 22 | 23 | 24 | 25 | 26 | 27 | 28 | 29 | 30 | 31 | 32 | 33 | 34 |
| --------- | -- | - | - | -- | -- | -- | -- | -- | -- | -- | -- | -- | -- | -- | -- | -- | -- | -- | -- | -- | -- | -- | -- | -- | -- | -- | -- | -- | -- | -- | -- | -- | -- | -- |
| Luogo     | T  | C | C | T  | C  | T  | C  | T  | C  | T  | C  | T  | C  | T  | C  | T  | C  | C  | T  | T  | C  | T  | C  | T  | C  | T  | C  | T  | C  | T  | C  | T  | C  | T  |
| Risultato | P  | V | N | P  | N  | P  | N  | P  | N  | P  | P  | V  | P  | N  | N  | V  | N  | N  | N  | P  | N  | N  | N  | P  | P  | P  | V  | P  | N  | P  | P  | P  | P  | V  |
| Posizione | 11 | 5 | 7 | 13 | 12 | 13 | 14 | 15 | 16 | 16 | 16 | 15 | 17 | 17 | 17 | 15 | 15 | 14 | 14 | 15 | 15 | 15 | 15 | 17 | 18 | 18 | 17 | 17 | 18 | 18 | 18 | 18 | 18 | 18 |

Legenda:

Luogo: C = Casa; T = Trasferta. Risultato: V = Vittoria; N = Pareggio; P = Sconfitta.

### Statistiche dei giocatori
!! colspan="4" | Totale

| Giocatore        | 2. Bundesliga | 2. Bundesliga | 2. Bundesliga | 2. Bundesliga | Coppa di Germania D. Addo | Coppa di Germania D. Addo | Coppa di Germania D. Addo | Coppa di Germania D. Addo | 27       | 2    | 11          | 0          | 3 | 0 | 0 | 0 | 30 | 2 | 11 | 0 |
| Giocatore        | Presenze      | Reti          | Ammonizioni   | Espulsioni    | Presenze                  | Reti                      | Ammonizioni               | Espulsioni                | Presenze | Reti | Ammonizioni | Espulsioni |   |   |   |   |    |   |    |   |
| J. Bach          | 26            | 0             | 4             | 0             | 2                         | 0                         | 0                         | 0                         | 28       | 0    | 4           | 0          |   |   |   |   |    |   |    |   |
| M. Beckers       | 6             | 0             | 0             | 0             | 0                         | 0                         | 0                         | 0                         | 6        | 0    | 0           | 0          |   |   |   |   |    |   |    |   |
| C. Beeck         | 15            | 1             | 3             | 0             | 2                         | 0                         | 0                         | 0                         | 17       | 1    | 3           | 0          |   |   |   |   |    |   |    |   |
| P. Bocian        | 14            | 0             | 1             | 0             | 0                         | 0                         | 0                         | 0                         | 14       | 0    | 1           | 0          |   |   |   |   |    |   |    |   |
| D. Cartus        | 24            | 3             | 9             | 0             | 3                         | 0                         | 0                         | 0                         | 27       | 3    | 9           | 0          |   |   |   |   |    |   |    |   |
| I. Dobrovol'skij | 25            | 6             | 2             | 0             | 3                         | 1                         | 1                         | 0                         | 28       | 7    | 3           | 0          |   |   |   |   |    |   |    |   |
| A. Dybek         | 28            | 0             | 4             | 0             | 1                         | 0                         | 0                         | 0                         | 29       | 0    | 4           | 0          |   |   |   |   |    |   |    |   |
| S. Heller        | 1             | 0             | 0             | 0             | 0                         | 0                         | 0                         | 0                         | 1        | 0    | 0           | 0          |   |   |   |   |    |   |    |   |
| R. Istenič       | 28            | 1             | 5             | 1             | 3                         | 0                         | 0                         | 0                         | 31       | 1    | 5           | 1          |   |   |   |   |    |   |    |   |
| M. Jack          | 13            | 0             | 1             | 1             | 1                         | 0                         | 0                         | 0                         | 14       | 0    | 1           | 1          |   |   |   |   |    |   |    |   |
| F. Juric         | 29            | 0             | 2             | 0             | 2                         | 0                         | 0                         | 0                         | 31       | 0    | 2           | 0          |   |   |   |   |    |   |    |   |
| G. Jörres        | 8             | 0             | 1             | 0             | 0                         | 0                         | 0                         | 0                         | 8        | 0    | 1           | 0          |   |   |   |   |    |   |    |   |
| H. Katemann      | 28            | 1             | 4             | 0             | 3                         | 0                         | 0                         | 0                         | 31       | 1    | 4           | 0          |   |   |   |   |    |   |    |   |
| F. Kirn          | 0             | 0             | 0             | 0             | 0                         | 0                         | 0                         | 0                         | 0        | 0    | 0           | 0          |   |   |   |   |    |   |    |   |
| M. Leśniak       | 32            | 7             | 3             | 0             | 2                         | 5                         | 0                         | 0                         | 34       | 12   | 3           | 0          |   |   |   |   |    |   |    |   |
| E. Murati        | 11            | 0             | 2             | 0             | 2                         | 0                         | 0                         | 0                         | 13       | 0    | 2           | 0          |   |   |   |   |    |   |    |   |
| T. Nehrbauer     | 25            | 1             | 8             | 0             | 1                         | 0                         | 0                         | 0                         | 26       | 1    | 8           | 0          |   |   |   |   |    |   |    |   |
| S. Neuhaus       | 0             | 0             | 0             | 0             | 0                         | 0                         | 0                         | 0                         | 0        | 0    | 0           | 0          |   |   |   |   |    |   |    |   |
| R. Niestroj      | 11            | 1             | 3             | 0             | 3                         | 0                         | 0                         | 0                         | 14       | 1    | 3           | 0          |   |   |   |   |    |   |    |   |
| I. Pirvu         | 7             | 0             | 4             | 0             | 0                         | 0                         | 0                         | 0                         | 7        | 0    | 4           | 0          |   |   |   |   |    |   |    |   |
| N. Pizarro       | 22            | 0             | 0             | 0             | 2                         | 2                         | 0                         | 0                         | 24       | 2    | 0           | 0          |   |   |   |   |    |   |    |   |
| G. Shittu        | 13            | 0             | 0             | 0             | 1                         | 0                         | 0                         | 0                         | 14       | 0    | 0           | 0          |   |   |   |   |    |   |    |   |
| I. Tare          | 29            | 11            | 3             | 0             | 3                         | 3                         | 0                         | 0                         | 32       | 14   | 3           | 0          |   |   |   |   |    |   |    |   |
| R. Tengstedt     | 4             | 0             | 1             | 0             | 1                         | 0                         | 0                         | 0                         | 5        | 0    | 1           | 0          |   |   |   |   |    |   |    |   |
| L. Unger         | 7             | 0             | 2             | 1             | 2                         | 0                         | 0                         | 0                         | 9        | 0    | 2           | 1          |   |   |   |   |    |   |    |   |
| T. Walther       | 6             | 0             | 0             | 1             | 1                         | 0                         | 0                         | 0                         | 7        | 0    | 0           | 1          |   |   |   |   |    |   |    |   |
| F. Yonga         | 5             | 0             | 1             | 0             | 0                         | 0                         | 0                         | 0                         | 5        | 0    | 1           | 0          |   |   |   |   |    |   |    |   |
| K. Zedi          | 14            | 0             | 1             | 0             | 0                         | 0                         | 0                         | 0                         | 14       | 0    | 1           | 0          |   |   |   |   |    |   |    |   |
| R. Zedi          | 13            | 1             | 3             | 0             | 0                         | 0                         | 0                         | 0                         | 13       | 1    | 3           | 0          |   |   |   |   |    |   |    |   |